# Ayreon
Ayreon è un progetto musicale fondato nel 1995 dal compositore e polistrumentista olandese Arjen Anthony Lucassen.

## Storia del gruppo

### The Final Experiment
Il primo album pubblicato da Arjen Anthony Lucassen con il nome di Ayreon è stato The Final Experiment, pubblicato nel 1995. Questo concept album racconta la storia di un menestrello cieco vissuto nel VI secolo in Gran Bretagna. Il suo nome è Ayreon ("His name is Ayreon"). Probabilmente, a causa della cecità dalla nascita, Ayreon sviluppò un "sesto senso" che gli permise un giorno di percepire un messaggio spedito da alcuni scienziati del 2084, quando inizierà un processo di auto-distruzione durante un'ultima grande guerra. Ospiti di questo album ci sono ben 13 cantanti e 7 strumentisti, molti dei quali olandesi. The Final Experiment è spesso menzionato come "una delle prime metal opera e rinascita del genere opera rock. Questo album fu originariamente intitolato Ayreon: The Final Experiment e Lucassen come compositore. In seguito ad una rivisitazione, il titolo fu cambiato in The Final Experiment e l'artista citato divenne Ayreon. Fu così che nacque il progetto Ayreon.

### Actual FantasyeInto the Electric Castle
Il 1996 ha visto la pubblicazione di Actual Fantasy, unico album che non narra alcuna storia ben precisa. Ad esso hanno partecipato soltanto tre cantanti e altrettanti strumentisti. Alcuni temi che ispirarono Lucassen nella composizione di questo album si possono ritrovare nei due album successivi Universal Migrator Part 1: The Dream Sequencer e Universal Migrator Part 2: Flight of the Migrator.
Due anni più tardi viene pubblicato il terzo album Into the Electric Castle. Questo doppio album narra le vicende di otto personaggi provenienti da altrettanti periodi storici diversi, che si ritrovano in uno strano luogo senza tempo e senza spazio. Solo una voce farà loro da guida all'interno di quest'avventura alla ricerca della via d'uscita attraverso molti ostacoli e pericoli prima di arrivare al misterioso "castello elettrico". Questo album di carattere decisamente psichedelico viene raccontato attraverso le voci di otto cantanti (ognuno dei quali interpreta un personaggio) e grazie a undici strumentisti.

### The Universal Migrator
I due album facenti parte del capitolo The Universal Migrator (2000) (uscirono come unico doppio album solo quattro anni più tardi attraverso la Inside Out Music) narrano la storia dell'ultimo essere umano sopravvissuto, emigrato in una colonia su Marte. Nel primo capitolo del racconto, Universal Migrator Part 1: The Dream Sequencer, quest'uomo comincia un viaggio a ritroso nel tempo attraverso i pensieri ed i ricordi di alcune persone vissute nell'epoca umana, utilizzando un dispositivo denominato Dream Sequencer. Questo primo album, in stile rock progressivo, viene definito dallo stesso Arjen Anthony Lucassen come di genere atmospheric. In seguito, il protagonista di questo viaggio virtuale viene proiettato indietro nel tempo fino al big bang. Nella seconda parte, Universal Migrator Part 2: Flight of the Migrator (genere heavy metal), come nel primo, compaiono, come ormai di consuetudine, diversi cantanti e molti strumentisti di diversa estrazione musicale. Citiamo, tra gli altri ospiti di questo concept album, il frontman del gruppo musicale heavy metal Iron Maiden Bruce Dickinson.

### The Human Equation
Nel 2004 viene pubblicato The Human Equation, pubblicato nuovamente come un doppio CD in un'unica uscita discografica. Come in Into the Electric Castle, tutti i cantanti, presenti in questo racconto, hanno un loro ruolo (personaggi ed emozioni). Lucassen è sempre alle prese con la fantascienza ma, in questa occasione, il luogo di questo viaggio è la mente di un uomo entrato in coma in seguito ad uno strano incidente automobilistico, avvenuto in pieno giorno. Durante venti giorni (tanti quanti sono i brani presenti nell'album), l'uomo Me, impersonato da James LaBrie (cantante dei Dream Theater), si trova a lottare con le sue emozioni cercando di non esserne sopraffatto.
Dopo il 2004, con il cambiamento di casa discografica da Transmission Records a Inside Out Music, Lucassen ripropose i suoi più celebri lavori e, di alcuni di essi, realizzò nuove versioni. Come già anticipato, le due parti dell'album The Universal Migrator vennero unite in doppio album. Actual Fantasy uscì in versione Revisited, con nuove parti di percussioni, basso, sintetizzatore e flauto e corredato di un aggiuntivo CD con contenuti video (DVD) in tecnologia Dolby Surround. Il 2005, nella ricorrenza del 10º anniversario della nascita del progetto Ayreon, fu l'anno dell'uscita della riedizione dell'album d'esordio The Final Experiment con un disco aggiuntivo in cui vengono proposte versioni inedite di alcuni brani dell'album in chiave semi-acustica.

### 01011001
Nel gennaio 2008, dopo quattro anni dal precedente album in studio, esce 01011001, caratterizzato da sonorità più aggressive e tenaci delle opere precedenti. Come già in passato, Arjen ha legato 01011001 con gli album precedenti; diversamente, però, viene approfondito ciò che negli altri album è stato solo menzionato (come la razza Forever e ciò che ha portato la razza umana alla distruzione), diventando una vera e propria conclusione della storia.
La divisione in due CD rispecchia fortemente l'ambientazione: il primo, ambientato sul pianeta Y (luogo della razza Forever), ed il secondo, sul pianeta Terra (Earth, luogo della razza umana). Cripticamente, Lucassen, congiunge il titolo dell'opera con il nome del pianeta Y; infatti, in codice binario, 01011001 significa proprio "Y".
Al disco hanno partecipato artisti quali Simone Simons degli Epica, Hansi Kürsch dei Blind Guardian, Daniel Gildenlöw dei Pain of Salvation, Bob Catley dei Magnum e Jørn Lande.

### The Theory of Everything
Il 28 ottobre 2013 viene pubblicato come doppio CD The Theory of Everything, che comprende quattro fasi da oltre 20 minuti per un totale di 42 brani. Oltre a Arjen Anthony Lucassen e al batterista Ed Warby, anche in questo album hanno preso parte numerosi cantanti e strumentisti, tra cui Cristina Scabbia dei Lacuna Coil, Marco Hietala dei Nightwish, Jordan Rudess dei Dream Theater, Rick Wakeman (ex-Yes), John Wetton (ex-King Crimson), Steve Hackett e Keith Emerson.
La trama, non più fantascientifica, è ambientata in un mondo realistico e si distacca dai precedenti album, non facendo alcun riferimento all'universo immaginario nel quale sono ambientati. Secondo Arjen, infatti, approfondire ulteriormente la trama delle opere precedenti avrebbe reso The Theory of Everything troppo complicato e di difficile comprensione per chi non conoscesse gli altri album.

### The Theater EquationeThe Source
L'8 aprile 2016 è stata annunciata la pubblicazione dell'album dal vivo The Theater Equation, pubblicato il mese seguente e contenente l'esibizione integrale del sesto album The Human Equation tenuta il 20 settembre 2015 presso il Nieuwe Luxor Theater di Rotterdam. Il 23 aprile dello stesso anno Lucassen ha firmato un contratto discografico con la Mascot Label Group, che ha ripubblicato l'intera discografia per il download digitale.
A inizio ottobre l'artista ha pubblicato un video in cui è stata rivelata la pubblicazione del nono album in studio, prevista per il 2017. Due mesi più tardi sono stati rivelati anche i vari cantanti e strumentisti che hanno preso parte alle registrazioni dell'album, tra cui Floor Jansen dei Nightwish, James LaBrie dei Dream Theater, Mark Kelly dei Marillion, Paul Gilbert, Russell Allen dei Symphony X, Simone Simons degli Epica e Tommy Rogers dei Between the Buried and Me.
Il 19 gennaio 2017 Lucassen ha annunciato il titolo dell'album, The Source, rivelandone la lista tracce cinque giorni più tardi. Il 26 gennaio è stato pubblicato l'audio del brano d'apertura The Day That the World Breaks Down, mentre il 23 febbraio è uscito il lyric video per Everbody Dies.
Il 28 aprile 2017 l'album è stato pubblicato dalla Mascot Label Group ed è stato reso disponibile anche per lo streaming attraverso il canale YouTube di Lucassen.

## Stile musicale
Lo stile musicale di Ayreon deriva principalmente dall'heavy metal e dal rock progressivo, ma in esso vengono incorporate svariate sonorità, dal folk alla musica classica fino all'elettronica per creare ciò che alcuni definiscono come uno stile musicale completamente nuovo. Inoltre, nelle varie pubblicazioni viene alternata strumentazione tradizionale della musica rock (chitarra, basso, batteria, sintetizzatore, organo Hammond) con altri appartenenti a quella tradizionale e classica (mandolini, violini, viole, violoncelli, flauti, sitar e didgeridoo).
Ad eccezione di Actual Fantasy, tutte le pubblicazioni di Ayreon sono concept album in cui vengono narrate trame complesse con molti personaggi, ognuno rappresentato da un cantante. Lucassen scrive musica e testi, oltre a suonare (raramente anche cantare) gran parte della strumentazione assieme a molti musicisti ospiti.

## Concept
Gran parte delle pubblicazioni del progetto Ayreon possiedono un filo conduttore che li unisce. Il primo album The Final Experiment parla di eventi collegati (la fine del mondo) a quelli trattati negli album The Universal Migrator (durante il suo viaggio nel tempo, il protagonista utilizzando il Dream Sequencer si trova a fronteggiare il ritorno del menestrello Ayreon, protagonista del primo album). All'interno del libretto annesso al doppio CD The Universal Migrator ci sono dei riferimenti all'opera Into the Electric Castle, primo fra tutti, in copertina e poi all'interno dello stesso opuscolo (alla pagina del brano Planet Y), l'immagine del castello elettrico viene nuovamente riprodotta. Inoltre, nelle note iniziali lo stesso Lucassen spiega l'esistenza di un legame tra il protagonista di The Universal Migrator e Futureman, uno degli otto personaggi di Into the Electric Castle.
Finora, in realtà ci sono poche prove del collegamento tra The Universal Migrator e Into the Electric Castle, eccetto per il fatto che il programma Forever of the Stars usa The Dream Sequencer per lanciare il programma The Human Equation. Sembra però che l'esperimento Time-Telepathy sia legato all'altro esperimento Forever of the Stars, creato per capire quale parte del messaggio recepito dal menestrello fosse vera. Ad ogni modo, Forever of the Stars diventa un modo per influenzare e capire le emozioni dell'umanità, tema quello delle emozioni ripreso in The Human Equation, nel quale Me (il protagonista) se le ritrova contro.

## Discografia

### Album in studio
- 1995 – The Final Experiment
- 1996 – Actual Fantasy
- 1998 – Into the Electric Castle
- 2000 – Universal Migrator Part 1: The Dream Sequencer
- 2000 – Universal Migrator Part 2: Flight of the Migrator
- 2004 – The Human Equation
- 2008 – 01011001
- 2013 – The Theory of Everything
- 2017 – The Source
- 2020 – Transitus

### Album dal vivo
- 2006 – Live in the Real World (con gli Stream of Passion)
- 2016 – The Theater Equation
- 2018 – Ayreon Universe: Best of Ayreon Live
- 2020 – Electric Castle Live and Other Tales
- 2024 – 01011001 - Live Beneath the Waves

### Raccolte
- 2000 – Ayreonauts Only
- 2008 – Timeline

### EP
- 2008 – Elected (con gli Avantasia)
- 2013 – Limited Edition 7"

### Singoli
- 1995 – Sail Away to Avalon
- 1996 – The Stranger from Within
- 2000 – Temple of the Cat
- 2004 – Day Eleven: Love
- 2004 – Loser
- 2005 – Come Back to Me
- 2020 – Hopelessly Slipping Away/Get Out! Now!
- 2020 – This Human Equation
- 2020 – Talk of the Town

## Ospiti
Nel corso della propria attività musicale degli Ayreon, Lucassen ha coinvolto svariati artisti per i propri album e per i vari concerti.

### Voce
- Amanda Somerville
- Andi Deris
- Anneke van Giersbergen
- Astrid van der Veen
- Barry Hay Golden
- Bob Catley
- Bruce Dickinson
- Cammie Gilbert
- Caroline Westendorf
- Cristina Scabbia
- Damian Wilson
- Dan J. Pierson
- Daniel Gildenlöw
- Debby Schreuder
- Dee Snider
- Devin Townsend
- Devon Graves
- Dianne van Giersbergen
- Edward Reekers
- Edwin Balogh
- Eric Clayton
- Esther Ladiges
- Fabio Lione
- Fish
- Floor Jansen
- Gary Hughes
- George Oosthoek
- Hansi Kürsch
- Heather Findlay
- Ian Parry
- Irene Jansen
- Jacqueline Govaert
- James LaBrie
- Jan Willem Ketelaers
- Jan-Chris de Koeijer
- Jay van Feggelen
- JB Christoffersson
- Johan Edlund
- Johannes James
- John JayCee Cuijpers
- John Wetton
- Jonas Renkse
- Jørn Lande
- Lenny Wolf
- Leon Goewie
- Liselotte Hegt
- Lisette van der Berg
- Lucy Hillen
- Magali Luyten
- Magnus Ekwall
- Marcela Bovio
- Marco Hietala
- Marjan Welman
- Mark Jansen
- Michael Eriksen
- Michael Mills
- Mikael Åkerfeldt
- Mike Baker
- Mirjam van Doorn
- Mouse
- Neal Morse
- Nils K Rue
- Okkie Huysdens
- Paul Manzi
- Peter Daltrey
- Phideaux Xavier
- Ralf Scheepers
- Robby Valentine
- Robert Soeterboek
- Robert Westerholt
- Rodney Blaze
- Russell Allen
- Ruud Houweling
- Sara Squadrani
- Sharon den Adel
- Simone Simons
- Steve Lee
- Timo Kotipelto
- Tobias Sammet
- Tom Baker
- Tom S. Englund
- Tommy Karevik
- Tommy Rogers
- Ty Tabor
- Will Shaw
- Wilmer Waarbroek
- Wudstik
- Zaher Zorgati

### Chitarra
- Gary Wehrkamp
- Guthrie Govan
- Lori Linstruth
- Marcel Coenen
- Marty Friedman
- Michael Romeo
- Oscar Holleman
- Paul Gilbert
- Steve Hackett
- Joe Satriani

### Basso
- Jan Bijlsma
- Jolanda Verduijn
- Peter Vink

### Tastiere
- Cleem Determeijer
- Clive Nolan
- Derek Sherinian
- Erik Norlander
- Joost van den Broek
- Jordan Rudess
- Keiko Kumagai
- Keith Emerson
- Ken Hensley
- Mark Kelly
- Martin Orford
- Oliver Wakeman
- René Merkelbach
- Rick Wakeman
- Robby Valentine
- Tomas Bodin
- Ton Scherpenzeel

### Batteria
- Davy Mickers
- Ed Warby
- Ernst van Ee
- Juan van Emmerloot
- Rob Snijders

### Strumenti a fiato
- Barry Hay – flauto
- Ewa Albering – flauto
- Jeroen Goossens – flauti e legni
- John McManus – flauto
- Thijs van Leer – flauto
- Alex Thyssen – corno
- Thomas Cochrane – tromba e trombone

### Strumenti ad arco
- Ben Mathot – violino
- Ernö Olah – violino
- Pat McManus – violino
- Robert Baba – violino
- Maaike Peterse – viola
- Dewi Kerstens – violoncello
- Jurriaan Westerveld
- Marieke van der Heyden – violoncello
- Taco Kooistra – violoncello

### Altro
- Patty Gurdy – ghironda
- Jack Pisters – sitar